# Thomas Meier (Archäologe)
Thomas Meier (* im November oder Dezember 1966 in Frankfurt am Main) ist ein deutscher Archäologe im Bereich der Mittelalterarchäologie und der archäologischen Theorie.

## Leben
Nach seiner Schulzeit leistete Thomas Meier von 1986 bis 1988 Zivildienst an der Prähistorischen Staatssammlung in München. Die anschließenden Studien der Vor- und Frühgeschichte bei Max Martin, der Provinzialrömischen Archäologie bei Günter Ulbert und der Mittelalterlichen Geschichte bei Friedrich Prinz und Stefan Weinfurter an der Universität München schloss er 1995 an der dortigen Fakultät für Altertums- und Kulturwissenschaften mit einer Magisterarbeit über Archäologische Aspekte deutscher Königsgräber des hohen Mittelalters ab. Im Februar 1999 erfolgte am selben Ort die Promotion mit einer Arbeit über Die Königsgrablege im Dom zu Speyer und die Archäologie des mittelalterlichen Königsgrabes im christlichen Europa; die Promotion wurde gefördert durch ein Stipendium der Studienstiftung des deutschen Volkes.
Von 1997 bis 2004 war Thomas Meier am Institut für Vor- und Frühgeschichtliche Archäologie und Provinzialrömische Archäologie der Universität München Leiter der Forschungs- und Lehrgrabung auf dem Petersberg bei Flintsbach am Inn, welche von der VolkswagenStiftung gefördert wurde. 
Seit 1998 war er in der Lehre zu Themen der Mittelalterarchäologie, Umwelt- und Siedlungsarchäologie sowie der archäologischen Theorie an den Universitäten Kiel, Heidelberg und München tätig. 2001/02 war er Mitarbeiter in der Ad-hoc-Arbeitsgruppe zur Vorbereitung einer Inventarisation historischer Kulturlandschaftselemente in Bayern bei der Bayerischen Akademie für Naturschutz und Landschaftspflege in Laufen.
Im April 2008 erfolgte schließlich die Habilitation an der Philosophischen Fakultät der Universität Kiel mit einer Arbeit über Sozialstruktur und Wirtschaftsweise im frühmittelalterlichen Südbayern. Das Beispiel der Siedlungen Kelheim-Kanal I und Unterigling-Loibachanger. Im Sommersemester 2008 übernahm Thomas Meier die Vertretung des Lehrstuhls für Ur- und Frühgeschichte an der Universität Jena, bis er einen Ruf an die Universität Heidelberg erhielt, wo er seit Oktober 2008 einen Lehrstuhl für Ur- und Frühgeschichte bekleidet.
Vom 1. März 2010 bis zum 28. Februar 2011 war Meier Fellow am Marsilius-Kolleg der Universität Heidelberg.

## Schriften (Auswahl)
Monographien
- Die Archäologie des mittelalterlichen Königsgrabes im christlichen Europa (= Mittelalter-Forschungen. Band 8) Thorbecke, Stuttgart 2002, ISBN 3-7995-4259-0.[4]
- Der Archäologe als Wissenschaftler und Zeitgenosse. Zabern, Darmstadt/Mainz 2012.

Herausgeberschaften
- Landscape ideologies (= Archaeolingua Series Minor. Bd. 22). Archaeolingua Alapítvány, Budapest 2006, ISBN 963-8046-71-6.
- mit Karl Schmotz, Anna Sybille Hannibal-Deraniyagala, Doris Gutsmiedl: Das bajuwarische Gräberfeld von Künzing-Bruck, Lkr. Deggendorf (= Bonner Beiträge zur Vor- und Frühgeschichtlichen Archäologie. Band 8). Institut für Vor- und Frühgeschichtliche Archäologie, Bonn 2007, ISBN 978-3-936490-08-4.
- mit Michael R. Ott, Rebecca Sauer: Materiale Textkulturen. Konzepte – Materialien – Praktiken (= Materiale Textkulturen. Band 1). de Gruyter, Berlin-Boston-München 2015, ISBN 978-3-11-037128-4. (Digitalisat).